# 佐々木実 (ロボット工学者)
佐々木 実（ささき みのる、1956年〈昭和31年〉9月13日 - ）は、日本のロボット工学者。レスキューロボットに携わった。

## 略歴

### 学歴
- 1975年（昭和50年）3月：宮城県仙台第二高等学校卒業
- 1976年（昭和51年）4月：山形大学工学部機械工学科入学
- 1980年（昭和55年）3月：同卒業
- 1980年（昭和55年）4月：東北大学大学院工学研究科機械工学専攻博士前期課程入学
- 1982年（昭和57年）3月：同修了
- 1982年（昭和57年）4月：東北大学大学院工学研究科機械工学専攻博士後期課程進学
- 1985年（昭和60年）3月：同修了
- 1985年（昭和60年）3月：東北大学工学博士
- 1990年（平成2年）8月〜1991年（平成3年）6月：文部省在外研究員（アメリカ・カリフォルニア大学ロサンゼルス校電気工学科）
- 1997年（平成9年）10月〜1998年（平成10年）3月：文部省在外研究員（アメリカ・カリフォルニア大学ロサンゼルス校電気工学科並びにジョージア工科大学機械工学科）
- 2009年（平成21年）9月〜11月：Institute of Field Robotics, King Mongkut's University of Technology Thonburi Visiting Professor

### 職歴
- 1985年（昭和60年4月）：東北大学工学部助手
- 1988年（昭和63年4月）：宮城工業高等専門学校機械工学科助手
- 1989年（平成元年）4月：宮城工業高等専門学校機械工学科講師
- 1992年（平成4年1月）：宮城工業高等専門学校機械工学科助教授
- 1993年（平成5年4月）：岐阜大学工学部機械工学科助教授
- 2002年（平成14年）4月：岐阜大学工学部人間情報システム工学科助教授
- 2003年（平成15年）3月：岐阜大学工学部人間情報システム工学科教授
- 2009年（平成21年）3月：岐阜大学工学部ものづくり技術教育支援センター長併任
- 2011年（平成23年）4月：岐阜大学キャリアセンター長併任教学担当理事補佐
- 2012年（平成24年）4月〜2014年（平成26年）3月：学長補佐
- 2014年（平成26年）1月〜12月：キャリア支援部門長
- 2015年（平成27年）11月〜：地域協学センター副センター長
- 2016年（平成28年）6月〜：シニア教授

## 学位論文
- 題目『圧縮力を受ける弾性支持はりおよび円板の動安定性に関する研究』

## 研究業績リスト
- 著書

1. 日本機械学会編 新技術融合シリーズ第8巻、メカトロ油圧技術、執筆担当部分、第3章 油圧システムのファジイ制御 養賢堂（2001年7月10日第1版発行）

- 原著学術誌論文

1. 圧縮力を受ける段付きはりの動安定性に関する研究（斎藤秀雄、佐々木実）